# 吉涅塞
吉涅塞（義大利語：Gignese），是意大利韦尔巴诺-库西亚-奥索拉省的一个市镇。总面积14.58平方公里，人口1060人，人口密度72.7人/平方公里（2022年）。ISTAT代码为103034。